# Centre hospitalier Auban-Moët
Le centre hospitalier Auban-Moët est le centre hospitalier qui se situe à Épernay. Il compte un total de 541 lits.

## Historique

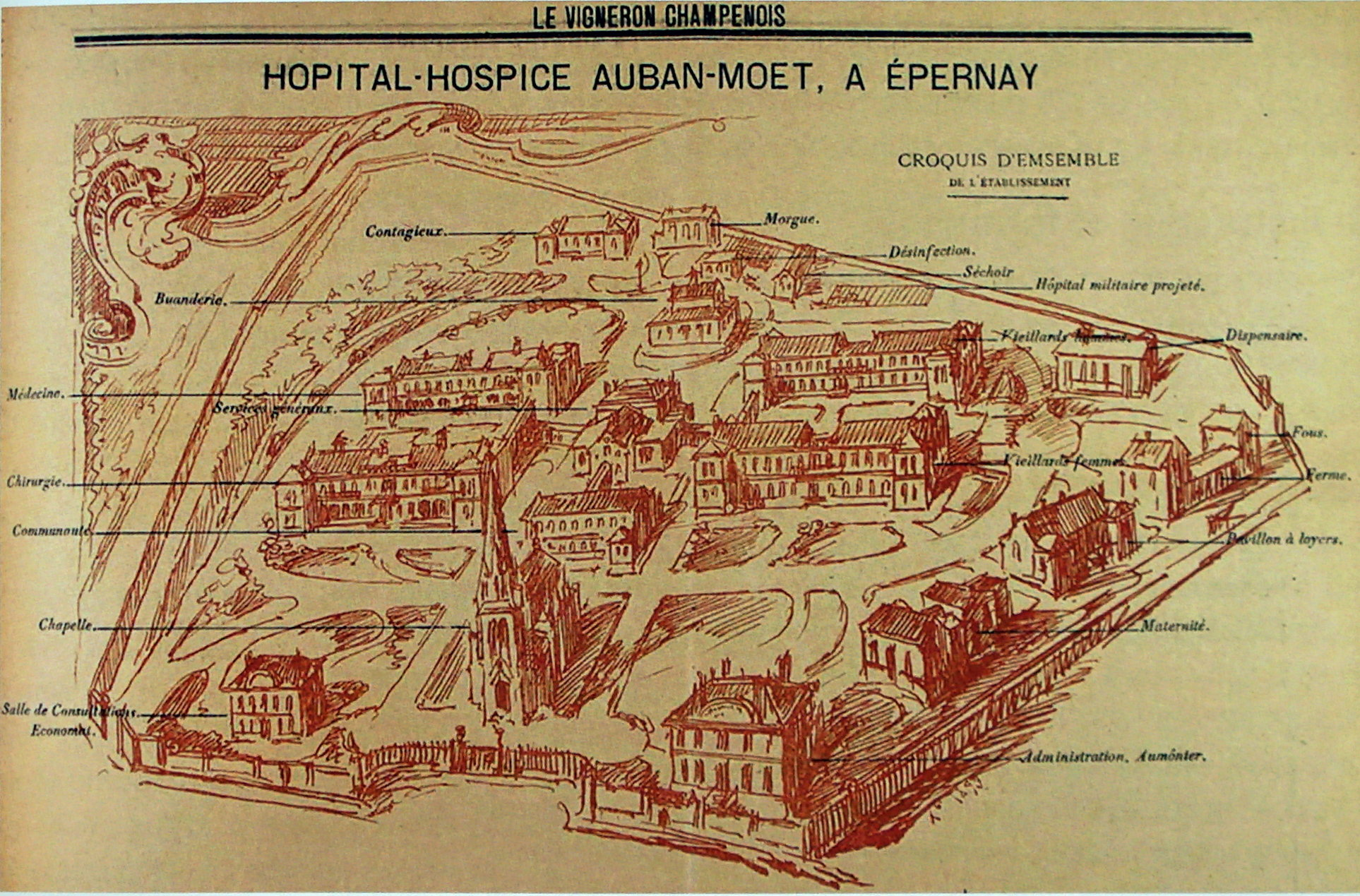
Vue général in : Le vigneron champenois,
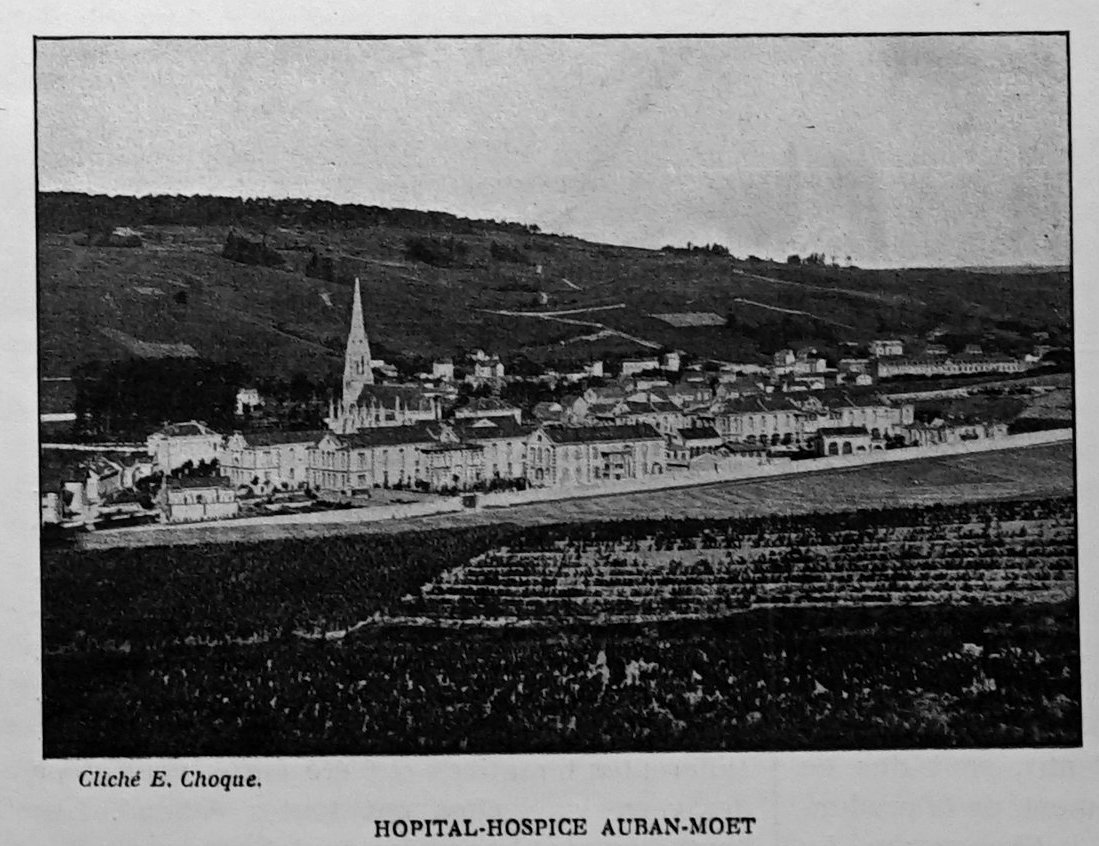
en 1900,
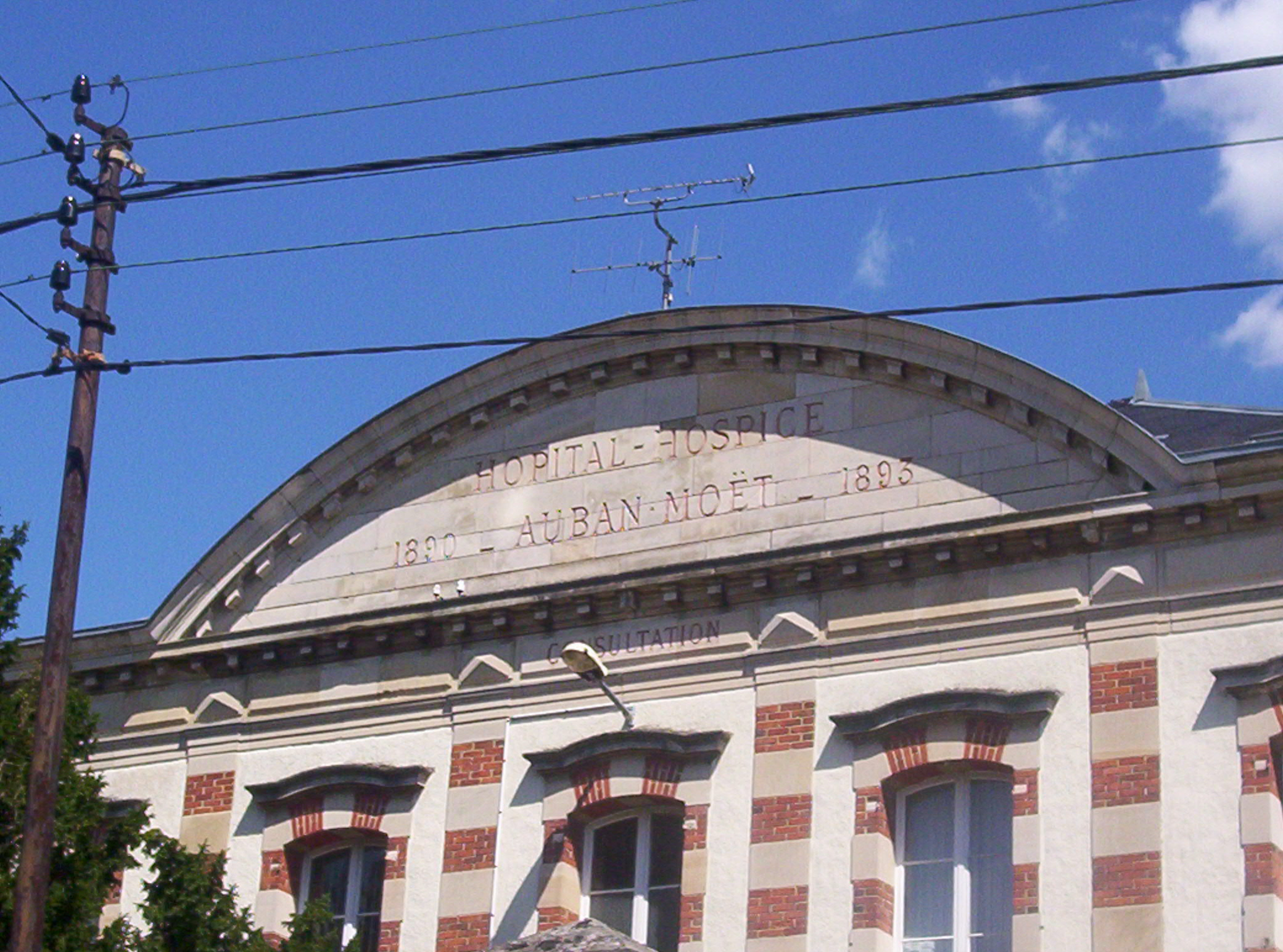
Centre Hospitalier Auban-Moët, détail façade,
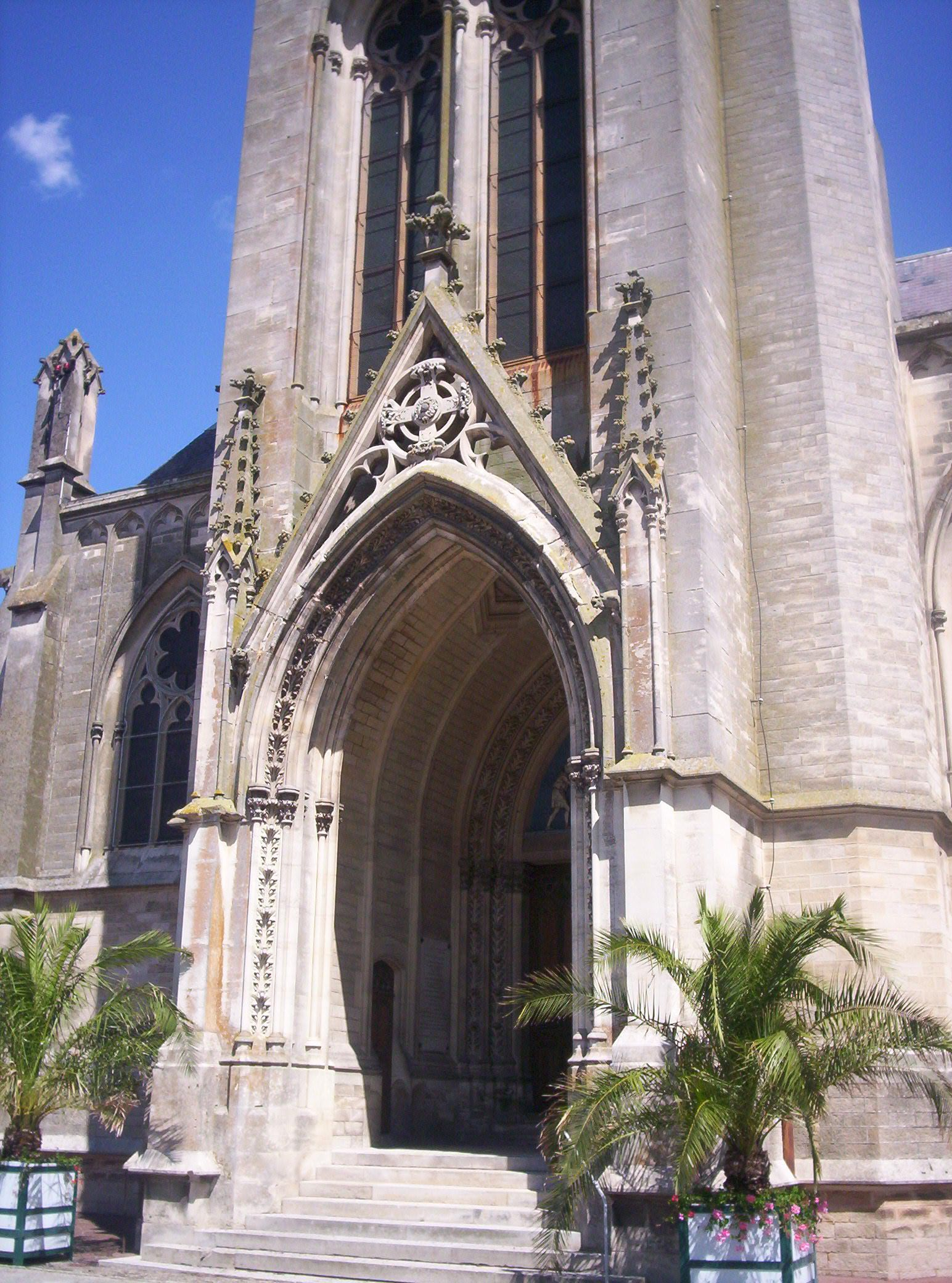
Chapelle du Centre Hospitalier Auban-Moët.

Vers 1880, le conseil municipal d'Épernay se met à réfléchir à la construction d'un nouvel hôpital (l'ancien ne pouvant recevoir que 159 hospitalisés) répondant aux besoins de la cité.
Après l'abandon de nombreux projets, le 26 juin 1886, la ville fait l'acquisition d'un terrain au lieu-dit des Pavements d'une superficie de 3 hectares 55 ares.
Le 17 mai 1887, Monsieur et Madame Auban-Moët-Romont font un don de 1 400 000 francs, sous certaines conditions:
- Le plan définitif doit comprendre une chapelle pour le culte catholique.
- Les soins seront donnés par des religieuses.
- Si le personnel religieux doit être remplacé par des laïcs et si la chapelle doit être fermée, l'administration de l'hôpital doit restituer la somme de 1 000 000 de francs à Monsieur Auban-Moët ou à ses héritiers.

Monsieur Victor Auban-Moët est considéré comme le fondateur de l'hôpital devenu depuis un centre hospitalier, encore en service aujourd'hui. Il repose dans la crypte de la chapelle de l'hôpital.
Les travaux sont exécutés entre 1887 et 1893. L'hôpital est inauguré le 21 décembre 1893, les différents pavillons étant disposés autour de la chapelle.
Finalement, le terrain a une superficie de 57 672 m2 : Madame de Venoge, ayant fait la donation d'un terrain.
L'hôpital évolue ensuite en fonction des besoins et pour s'adapter aux innovations techniques.
En 1900, Madame veuve Auban-Moët fait construire un cimetière pour l'hôpital (depuis disparu).
En 1955, le pavillon de chirurgie est reconstruit. En 1959, un service des prématurés et une nouvelle maternité qui sont ajoutés, une maison de retraite en 1970 (remplacée dans les années 1990 par Le hameau champenois), le service des urgences en 1982, etc..
Dans le cadre du programme Hôpital 2007, le rapprochement de Centre hospitalier Auban-Moët et de la clinique Saint Vincent devraient permettre de maintenir la pérennité d'un pôle de soins. Ce rapprochement représente plus de 145 millions d'euros d'investissement.